# جيفري بلوم
جيفري بلوم (بالإنجليزية: Jeffrey Bloom)‏ هو كاتب سيناريو ومخرج أمريكي، ولد في 4 أبريل 1945 في نيويورك في الولايات المتحدة.

## وصلات خارجية
- الموقع الرسمي
- جيفري بلوم على موقع IMDb (الإنجليزية)
- جيفري بلوم على موقع ألو سيني (الفرنسية)
- جيفري بلوم على موقع أول موفي (الإنجليزية)
- جيفري بلوم على موقع قاعدة بيانات الأفلام السويدية (السويدية)
- جيفري بلوم على موقع قاعدة بيانات الفيلم (الإنجليزية)
- جيفري بلوم على موقع كينوبويسك (الروسية)